# Theodor-Heuss-Brücke (Essen)
Die Theodor-Heuss-Brücke verbindet als Straßenbrücke die Essener Stadtteile Heisingen und Byfang. Sie führt die Bundesautobahn 44 über die Ruhr. Dabei überquert sie den südlichen Teil des Naturschutzgebietes Heisinger Ruhraue.

## Geschichte
Die Theodor-Heuss-Brücke wurde im April 1982 nach dem der ersten Bundespräsidenten der Bundesrepublik Deutschland benannt. Seit den 1970er Jahren bis 2009 war sie Bestandteil der Bundesstraße 227, die in diesem Abschnitt zum 1. Januar 2010 zur Autobahn hochgestuft wurde.

## Technische Daten
Die Theodor-Heuss-Brücke teilt sich in eine südliche und eine nördliche reine Straßenbrücke, wobei die nördliche Brücke eine Gesamtlänge von 583,93 und die südliche eine Länge von 605,81 Metern aufweist. Diese Balkenbrücken besitzen Pfeiler und Widerlager aus Stahlbeton, die eine Tafel aus Spannbeton tragen.
Die Brückentafel mit einer Gesamtbreite von 31 Metern befindet sich auf einer Höhe zwischen 2,2 und 3,3 Metern, auf der 12,75 Meter breite, zweistreifige Fahrbahnen je Fahrtrichtung liegen. Die Feldweiten der gesamten Brücke variieren zwischen 12,98 und 87,06 Metern.